# Jerzy Prandota Ożarowski
Jerzy Prandota Ożarowski herbu Rawicz (zm. w 1796  roku)  – szambelan królewski, cześnik koronny w 1793 roku, podstoli krakowski w latach 1789–1793, konsyliarz województwa krakowskiego w konfederacji targowickiej.
Był komisarzem Sejmu Czteroletniego z powiatu krakowskiego województwa krakowskiego do szacowania intrat dóbr ziemskich w 1789 roku. Poseł na sejm grodzieński 1793 roku z województwa krakowskiego. 